# L’Albiol
L’Albiol település Spanyolországban, Tarragona tartományban. L’Albiol Alcover, Mont-ral, La Selva del Camp, L'Aleixar és Vilaplana községekkel határos. Lakosainak száma 537 fő (2024).

## Népesség
A település népessége az elmúlt években az alábbi módon változott:
| Lakosok száma | 256  | 291  | 208  | 109  | 69   | 288  | 405  | 458  | 485  | 537  |
|               | 1717 | 1887 | 1936 | 1960 | 1986 | 2004 | 2009 | 2014 | 2019 | 2024 |